# H2g2
h2g2 är ett brittiskbaserat internetuppslagsverk som grundar sig på det fiktiva uppslagsverket Liftarens guide till galaxen från bokserien med samma namn skriven av Douglas Adams. Sidan grundades av Adams 1999 med tanken att den skulle innehålla tips på vad besökare kan göra i det område man bor; så som sevärdheter, restauranger och lokala verksamheter. Nu finns texter om allt tänkbart på sidan.
Sidan ägdes av BBC mellan 2001 och 2011.